# Adult Diversion
«Adult Diversion» es una canción por la banda canadiense de indie pop Alvvays. La canción fue publicado el 28 de octubre de 2013 como el segundo sencillo de su álbum debut homónimo. Escrita por la vocalista y guitarrista Molly Rankin, guitarrista Alec O'Hanley, y bajista Brian Murphy, es cantada desde la perspectiva de un amante que desarrolla una «fijación enfermiza» hacia su pareja.
La canción fue producida por Chad VanGaalen y grabada en su estudio, Yoko Eno, en Calgary, Alberta. Fue acompañada con un videoclip, filmado en una Super 8 film camera, presentando metraje de la banda interpretando y pasando el rato en la playa. «Adult Diversion» fue la segunda canción que la banda publicó, debutó digitalmente a través del sitio web de la banda antes de que la banda firmará con un sello. En el país de origen de la banda, fue publicada por Royal Mountain Records; en los Estados Unidos y Europa; fue distribuido a través de Polyvinyl y Transgressive, respectivamente.

## Antecedentes
La canción nació del aburrimiento de Rankin mientras trabajaba en una choza de batidos en Toronto, donde la banda se había trasladado. «Solo una o dos personas llegaban durante el día, y, por lo general, sólo para usar el baño. Esta canción surgió de la admiración desde lejos y de pasar una gran parte del tiempo a solas». Sarah Greene, contribuidora de Exclaim! la describió como «una canción de amor escrita desde la perspectiva de un acosador borracho».

## Recepción
«Adult Diversion» fue fundamental para desarrollar el impulso del grupo, que firmó con el sello discográfico independiente canadiense Royal Mountain, un mes después del lanzamiento de sencillo en octubre de 2013. Posteriormente firmaron con Polyvinyl Records, que publicó un vinilo de 7" de «Adult Diversion», con «Archie, Marry Me» como lado A, exclusivamente para suscriptores vía correspondencia.
Simon Vozick-Levinson de Rolling Stone llamó a la canción una «ráfaga instantánea de emoción tintineante», mientras Stuart Berman de Pitchfork también eligió su «hormigueo optimista». Sam Willett de Consequence of Sound denominado la melodía como «caprichosamente ideal» que alcanza «alturas impresionantes», elogió sus «arreglos de guitarra perfectamente cosidos y su dulce voz femenina». Gabrielle Sierra, escribió para Billboard calificó el sencillo como pegadizo, destacando su «voz soñadora, inexpresiva y su sonido retro».

## Lista de canciones
1. "Adult Diversion" – 3:27
2. "Underneath Us" – 2:39

## Créditos
Créditos adaptados desde las notas del álbum.
Alvvays
- Molly Rankin – voz principal y coros, guitarra
- Alec O'Hanley – guitarra, coros, teclados, mezclas adicionales
- Brian Murphy – bajo eléctrico
- Chris Dadge – batería

Personal técnico
- Chad VanGaalen – productor, ingeniero de grabación, programador, pandereta, bongó
- Graham Walsh – seguimiento
- Jeff McMurrich – seguimiento
- John Agnello – mezclas
- Ian McGettigan – mezclas adicionales
- Greg Calbi – ingeniero de grabación
- Steve Fallone – masterización